# هيروشي نينوميا
هيروشي نينوميا (باليابانية: 二宮 寛) مواليد 13 فبراير 1937 في اليابان، هو لاعب كرة قدم ياباني سابق كان يلعب كمهاجم.

## مرحلة الشباب

### أندية لعب لها
- جامعة كيئو

## المسيرة الاحترافية

### أندية لعب لها
- أوراوا رد دايموندز

## روابط خارجية
- هيروشي نينوميا على موقع قاعدة بيانات كرة القدم.إي يو (الإنجليزية)
- هيروشي نينوميا على موقع ناشيونال فوتبول تيمز (الإنجليزية)